# 재패니즈 브렉퍼스트
재패니즈 브렉퍼스트(영어: Japanese Breakfast)는 미국의 음악가 미셸 조너를 주축으로 하는 인디 록 밴드이다. 정규 음반을 2016년과 2017년에 각각 <Psychopomp>와 <Soft Sounds from Another Planet>을 발매하였으며, 세 번째 정규 음반인 “<Jubilee>를 2021년 6월에 발매하였다. 제64회(2022) 그래미상 올해의 신인상 후보에 올랐다.
조너는 필라델피아의 EMO 그룹인 리틀 빅 리그(Little Big League)를 이끌고 있던 중, 2013년 사이드 프로젝트로 밴드를 시작했다. 밴드 이름은 일본 아침식사의 GIF 이미지를 보고 나서 미국인들에게 "이국적"으로 느껴질 것 같아서 골랐다고 했다. 또 이름을 듣고 일본 아침식사는 대체 뭘까 궁금해 할 거라고 생각했다.
2014년 조너는 어머니의 병구완을 위해 고향인 오리건주 유진으로 돌아왔다. 그곳에서도 계속해서 녹음 작업을 했는데 처음에는 스트레스 때문에, 그리고 어머니의 사망 이후에는 비탄 가운데서 음악을 만들었다.

## 역사

### 2013-2016년: 초기 발매곡들과 <Psychopomp>
재패니스 브렉퍼스트의 첫 앨범 <June>(2013년)은 조너와 레이첼 갈리아디의 한 달 간에 걸친 프로젝트로 하루에 한 곡씩 녹음하여 rachelandmichelledojune라는 텀블러 블로그에 올렸던 것이다.
2014년 조너는 재패니스 브렉퍼스트라는 이름으로 가브리엘 스미스, 플로리스트, 프랭키 코스모스, 스몰 원더스와 함께 텀블러 블로그 may5to12songs에 매일 곡을 올렸다. 그리고 자신의 곡들을 모아 6월에 밴드캠프에 두 장의 디지털 앨범, <Where Is My Great Big Feeling?>와 <American Sound>를 발매했다. 그리고 몇 주 뒤에 두 앨범을 합친 것이 카세트 테이프로 나왔다. 여기에서 발췌한 곡 몇 개는 재패니스 브렉퍼스트의 처음 두 앨범에 들어갔다.
2014년 오리건주에서 가족과 머무르는 동안 조너는 계속해서 재패니스 브렉퍼스트란 이름으로 녹음을 했다. 그녀는 EMO 밴드인 리틀 빅 리그의 2014년 앨범 <Tropical Jinx> 이후에도 할 얘기가 많이 남아있었다고 했다.
2015년 조너는 재패니스 브렉퍼스트 이름으로 첫 번째 정규 앨범 <Psychopomp>를 녹음한다. 앨범 제목은 신화적 생물의 이름으로 광고 대행사에서 일하는 동안 만든 것이다. 그녀는 자신의 "어둡고 묵직한" 곡들이 어머니의 죽음과 맞서기 위함이라고 했는데 사실 음악을 발랄하고 비트있게 하려고 했었다고 한다.  옐로우 K 레코드사의 앨범 출시는 2016년 1월 스테레오검을 통해 싱글 "In Heaven"을 발매하며 시작되었다. 드림 팝, 얼터너티브 록으로 분류될 수 있는 이 곡은 조너의 슬픔에 대해 다루고 있다. 뮤직 비디오도 나왔으나 현재 유튜브에서는 내려졌다. 두 번째 싱글 "Everybody Wants To Love You"는 2016년 2월 발매되었고 앨범은 4월에 나왔다.
2016년 6월 데드 오션스 음반사는 재패니스 브렉퍼스트와 계약을 맺었다고 발표했고 전세계적으로 <Psychopomp> 앨범을 재발매한다고 했다. 같은 날 "Jane Cum"의 뮤직 비디오도 출시되었다. 아담 콜로드니가 감독한 이 비디오는 영화 <크래프트>에서 영감을 받은 것으로 조너와 세 친구가 숲속에서 의식을 위한 물건을 모으는 모습이 나온다. 콜로드니와 조너는 이 비디오가 같이 만들었던 다른 비디오들 중에서 "가장 덜 좋아하는" 것이라고 했다. 앨범 홍보를 위해 재패니스 브렉퍼스트는 제이 솜과 미츠키의 오프닝으로 투어를 벌였다.
2016년 9월 조너와 아담 콜로드니가 감독한 "Everybody Wants To Love You"의 뮤직 비디오가 나왔는데 거기에서 조너는 어머니가 자신의 결혼식때 입었던 한복을 입은 채로 당구를 치고 트럭에서 기타를 연주하고 맥주를 마시고 오토바이를 탄다. 이 곡은 피치포크의 퀸 모어랜드가 선정한 2010년대 최고의 음악 리스트에서 154위에 선정되었다.

### 2017-2018년: <Soft Sounds from Another Planet>

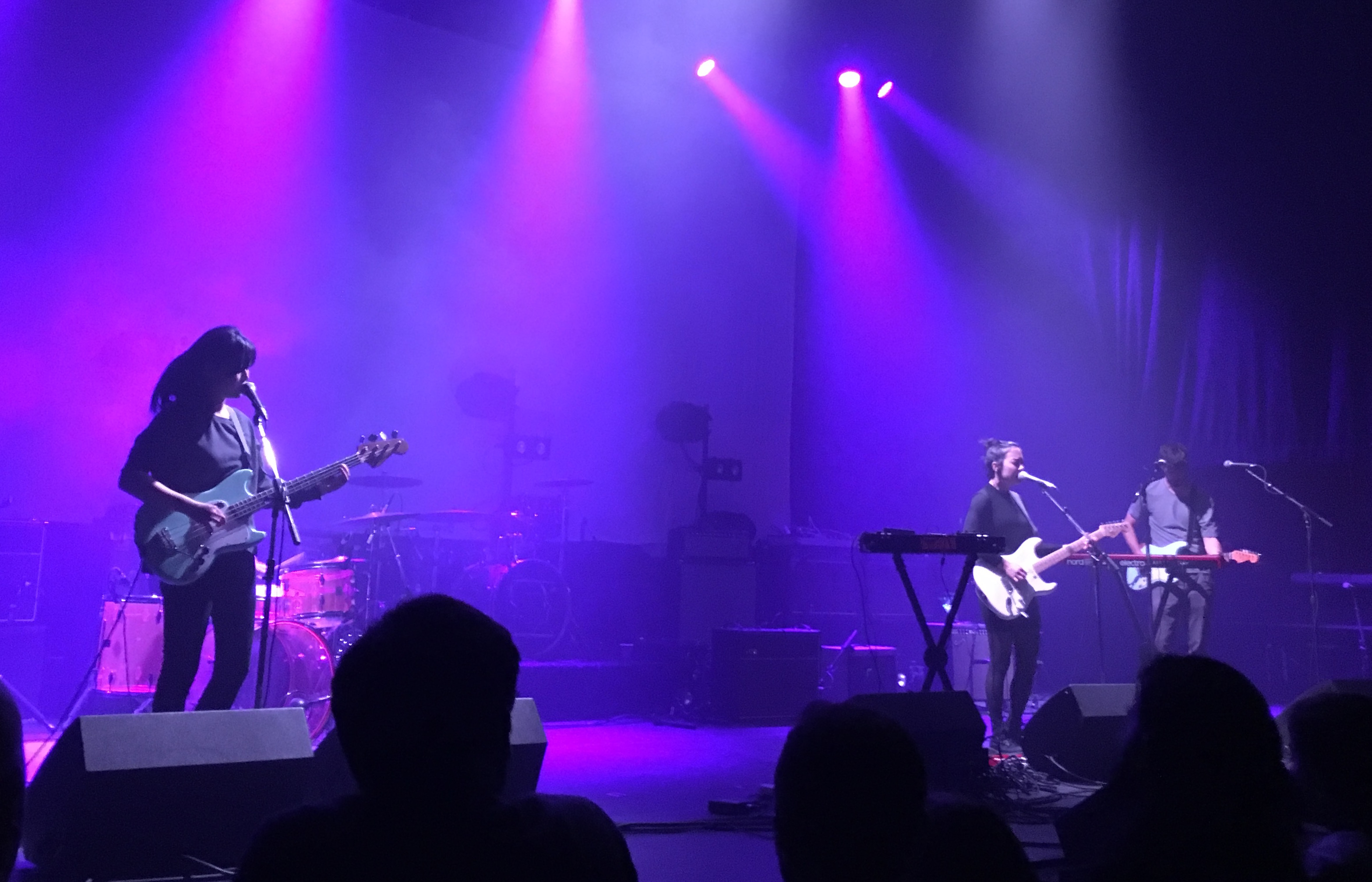
2017년 밴드와 함께 공연하는 미셸 조너

2017년 5월, 재패니스 브렉퍼스트는 싱글 "Machinist"를 발매하며 두 번째 앨범 <Soft Sounds from Another Planet>의 출시를 예고했다. 이 앨범에 담긴 가사들은 대부분 조너의 분리 상황과 트라우마에 대해 담고 있다. 조너가 아담 콜로드니와 콜라보로 감독한 "Machinist"의 뮤직 비디오는 로봇과 사랑에 빠진 조너가 로봇의 몸을 만들기 위해 우주선을 분해하는 내용이다. 두 번째 싱글 "Boyish"와 세 번째 싱글 "Road Head"가 차례로 나온 뒤 앨범은 2017년 6월에 발매되었다. 앨범 홍보를 위해 비디오 게임 "재패니스 브렉퀘스트"를 내놓았는데 주인공 "J-브렉키"가 밴드를 만들어 외계인의 침공을 막는다는 내용이다. 게임은 조너와 함께 게임 디자이너인 일레인 패스가 만들었으며 앨범 수록곡들을 피터 브래들리가 8비트 미디 트랙으로 만들어 넣었다. 이후 2017-2019년에 걸쳐 오세아니아, 아시아, 북미 투어를 벌였다. 투어 중간 중간 영국의 슈게이징 밴드인 슬로다이브와 미국 뮤지션 알렉스 G, 캐나다의 듀오 테건 앤드 세라의 오프닝을 맡기도 했다.
2017년 10월, "Body is a Blade"의 뮤직 비디오가 나왔는데 오래된 가족 사진과 사진 속의 장소들을 조너가 방문하는 장면들이 담겨 있다. 조너는 이 뮤직 비디오에 대해 "정말 개인적인 혼합 미디어 작품으로 거의 움직이는 스크랩북과도 같다"고 설명했다. 2018년 2월 나온 "Boyish" 비디오는 조너와 밴드가 연주하고 있는 고등학교 댄스 파티에 간 소녀의 얘기다. 밴드에는 동료 인디 뮤지션인 레슬리 베어가 함께 했고 린제이 조던도 카메오로 나온다. 조너가 감독했으며 당시에 "지금껏 제일 좋아하는 비디오"라고 했고 나중에 돌아보면서 자신의 "대작"이라고 했다.

### 2018년-현재: <Jubilee>와 세이블 게임

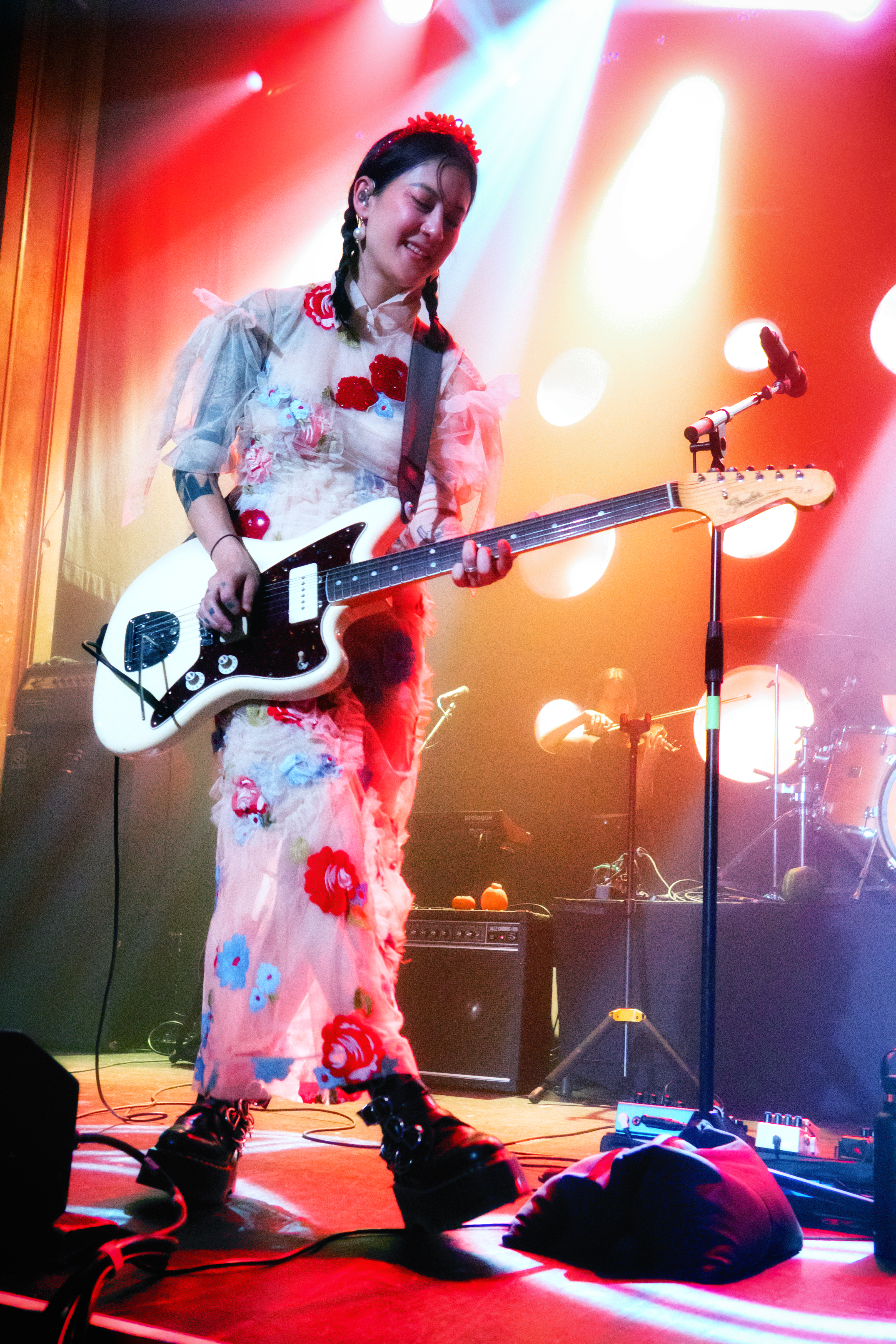
미셸 조너가 2021년 시애틀의 넵튠 극장에서 밴드와 공연하고 있다.

2018년 미셸 조너는 인디 게임 개발사인 셰드웍스에서 만드는 게임 세이블의 음악을 부탁받았다. 재패니스 브렉퍼스트의 팝송들과는 다르게 세이블 게임 음악은 대부분 앰비언트 음악이다. 조너는 자신이 만든 앰비언트 음악 173곡으로 된 스포티파이 플레이리스트에서 영감을 얻었다. 거기에는 파이널 판타지 게임과 마나의 비밀, 초로노 크로스, 레전드 오브 젤다 등의 사운드트랙이 담겨있었다. 게임은 2019년 출시 예정이었으나 두 번이나 미뤄졌다. 2020년 코로나 19 봉쇄 기간에 조너는 곡들을 다시 작업했다. 게임과 사운드트랙은 2021년 9월에 출시되었다.
2019년 재패니스 브랙퍼스트는 W 호텔 레이블을 통해 두 장의 싱글을 발매했다. 하나는 "Essentially"였고 다른 하나는 티어스 포 피어스의 곡을 리메이크한 "Head Over Heels"였다. 조너는 싱글을 발리섬에서 녹음했는데 보통 "추운 스튜디오"에서 녹음했던 그녀는 이를 "눈부신 발전"이라고 했다. 후자의 싱글 수익은 미국시민자유연합에 기부되었다. 같은 해 조너는 플러드 매거진과의 인터뷰에서 재패니스 브렉퍼스트의 세 번째 앨범은 "재미있는 앨범"으로 준비하고 있다고 했다. 이 앨범이 <Jubilee>였다.
<Jubilee> 앨범은 2021년 5월부터 싱글 "Be Sweet"와 직접 감독한 뮤직 비디오의 출시로부터 시작되었다. 평론가들은 극찬했고 처음으로 빌보드어덜트 얼터너티브 에어플레이 등의 차트에 진입했다. 조너가 감독한 비디오는 TV 시리즈인 <X파일>에서 영감을 받았다. 이 곡은 2021년 3월, 지미 팰런이 출연한 더 투나잇 쇼에서 처음 공연했다. 4월에는 두 번째 싱글 "Posing In Bondage"과 뮤직 비디오를, 5월에는 조너가 "벙커를 사는 억만장자들"이라는 기사를 읽고 쓴 세 번째 싱글 "Savage Good Boy"가 "Posing In Bondage"의 프리퀄 뮤직 비디오와 함께 출시되었다.
<Jubilee>는 데드 오션스 음반사를 통해 2021년 6월 발매되었다. 평론가들은 이 앨범을 인디 록, 슈게이징, 챔버 팝 등의 요소가 담긴 인디 팝 앨범으로 여겼고 이전 두 앨범의 멜로드라마적 주제와는 대비되는 색채였는데 조너는 이에 대해 기쁨에 대한 앨범이라 했고 아이슬랜드의 뮤지션인 비요크의 세 번째 앨범인 <Homogenic>이 <Jubilee>앨범을 만드는데 영감을 주었다고 했다. <Jubilee> 앨범과 재패니스 브렉퍼스트는 64회 그래미 어워드에서 각각 최우수 얼터너티브 음악 앨범과 최우수 신인 아티스트 부문에 후보로 올랐는데 앨범은 미국 뮤지션인 세인트 빈센트의 앨범 <Daddy's Home>에게, 재패니스 브렉퍼스트는 올리비아 로드리고에게 자리를 내주었다. 2021년 6월, 심스 4의 11번째 확장팩과 함께 재패니스 브렉퍼스트가 리메이크한 가상의 심스 언어로 된 노래 "Be Sweet"가 출시되었다.
8월에는 <Jubilee> 투어를 시작했다.
2022년 3월, 재패니스 브렉퍼스트는 영국의 인디 록 밴드인 플로렌스 앤 더 머신과 미국의 인디 록 밴드인 더 내셔널, 예예예스의 오프닝을 맡는다고 발표했다.
2022년 5월, 새터데이 나이트 라이브의 시즌 피날레에서 재패니스 브렉퍼스는 게스트로 출연하여 "Be Sweet"와 "Parika"를 불렀다. 이 공연에 대해서 빌보드는 "시각적으로 충격적"이었다고 했고 매리 수의 매들린 카르푸는 조너와 재패니스 브렉퍼스트의 "승리"라고 하는 등 좋은 리뷰들이 있었다. 또한 "여성 광고"라는 스킷에 조너가 카메오로 출연하기도 했다. 또 같은 시기 재패니스 브렉퍼스트가 애플 TV+의 아동 시리즈 <헬프스터스>의 세 번째 시즌에 음악 손님으로 나온다는 발표가 있었다.
2022년 중반에 재패니스 브렉퍼스트와 시카고를 기반으로 활동하는 구스 아일랜드 브루어리는 곡목에서 딴 "비 스위트"라는 이름으로 한정적인 팀을 만들었다. 2022년 7월에 있었던 피치포크 뮤직 페스티벌에서 맥주를 판매했고 수익금은 뉴욕시에서 식사도 제대로 못하는 아시안계 노인들을 돕는 자선 단체인 하트 오브 디너에 기부되었다.

## 음악 스타일
재패니스 브렉퍼스트의 사운드는 익스페리멘털 팝, 로파이, 드림 팝, 인디 팝으로 분류된다.

## 음반 목록

### 정규 음반
- Psychopomp (2016)
- Soft Sounds from Another Planet (2017)
- Jubilee (2021)

### EP
- Japanese Breakfast on Audiotree Live (2016)
- pop songs 2020 (2020)'

### 싱글
- In Heaven
- The Woman That Loves You
- Everybody Wants to Love You
- Machinist
- Boyish
- Road Head
- Glider
- Dreams
- Essentially
- Head Over Heels
- Be Sweet
- Posing In Bondage

### 피처링
- Maybes